# Gashowu
El gashowu fou una de les llengües yokuts de Califòrnia, parlada pels yokuts Gashowu o yokuts casson.